# 山口綾規
山口 綾規（やまぐち りょうき）は、日本のオルガン奏者。鹿児島県出身。

## 略歴
電子オルガンを橘ゆり、野田正純に師事し、パイプオルガンを大槻由美子、ブライアン・アシュレー、廣野嗣雄に師事。早稲田大学政治経済学部卒業。東京芸術大学音楽部別科オルガン専修卒業後、同大学大学院修士課程音楽研究科（オルガン）を修了。
2005〜2006年度、武蔵野市民文化会館オルガニストを務める。2008年4月より、パイプ・オルガン演奏の自主コンサートとして「オルガン・エンターテインメント」を毎年継続実施。第3回までを東京すみだトリフォニーホール（大ホール）、第6回までを横浜みなとみらいホール（大ホール）にて実施。（第4回は東日本大震災のため中止）2008年7月、ミューザ川崎シンフォニーホールにて、和太鼓奏者 林英哲（はやし えいてつ）との共演となる「オルガンと和太鼓の競演!!〜リズムと響きの夏〜」を実施。2010年12月、サントリーホール クリスマス オルガンコンサートで、パイプオルガンの設置された大ホールにて、徳永二男（ヴァイオリン）とその仲間たちによる弦楽アンサンブルと、オルガンによる共演を行う。2011年、クイーンズスクエア横浜のクリスマス・イルミネーション「シンギングツリー」の音楽制作を担当。2012年10月、三枝成彰が総監修を務める静岡文化芸術大学主催のイベント「バンバン！ケンバン♪はままつ」において、ハロルド・ロイド監督の無声映画に合わせて音楽と効果音を演出する、シアター・オルガン風の演奏を披露。電子オルガン ミュージック・アトリエを使用。2013年5月、「N響室内楽〜踊るウィーン〜」において、サントリーホール 小ホールにてNHK交響楽団のメンバーによる室内楽の演奏会を実施、山口はハーモニウム奏者として参加。
日本オルガニスト協会会員。全日本ピアノ指導者協会（PTNAピティナ）正会員。昭和音楽大学非常勤講師。
クラシック、ジャズ、ポピュラーとジャンルにとらわれない広いレパートリーを持つ。パイプオルガン、シアター・オルガン、電子オルガン（ハモンドオルガン、ローランドオルガン）など幅広く弾きこなす演奏スタイル。
国内を中心に、アメリカ、中国、マレーシアなど海外での演奏活動も行っている。

## 出版物
- ローランド・スコア・シリーズ　オルガン・ブック１
- ローランド・スコア・シリーズ　オルガン・ブック２